# American Horse
Pour les articles homonymes, voir American Horse (homonymie).
American Horse, Wašíčuŋ Tȟašúŋke selon l'orthographe standard lakota, Cheval américain en français également connu sous le nom d'American Horse the Younger (Cheval américain le jeune), né en 1840 dans les Black Hills, dans le Dakota du Sud et mort à Pine Ridge le 16 décembre 1908 était un chef des Lakotas Oglalas, un homme d'État, un éducateur et un historien. Il détient une place importante dans l'histoire des États-Unis parce qu'en qualité de conseiller progressiste de l'armée des États-Unis, il œuvra au développement de relations loyales avec les Blancs et pour l'éducation de son peuple.
Il s'opposa à Crazy Horse durant la grande guerre des Sioux de 1876 et s'opposa également au mouvement de la Danse des Esprits de 1890. Il fut l'un des Lakotas délégués à Washington. American Horse fut l'un des premiers, avec Buffalo Bill à se lancer dans le Wild Westing (en) et un promoteur de l'École industrielle indienne de Carlisle. « En tant que conseiller de son peuple, ses prises de paroles dans cette nouvelle situation qu'ils étaient amenés à traverser étaient humanistes, sa politique était cohérente et il était reconnu pour son éloquence ». Il meurt le 16 décembre 1908 à Pine Ridge dans le Dakota du Sud et y repose au Holy Cross Cemetery.

## Enfance

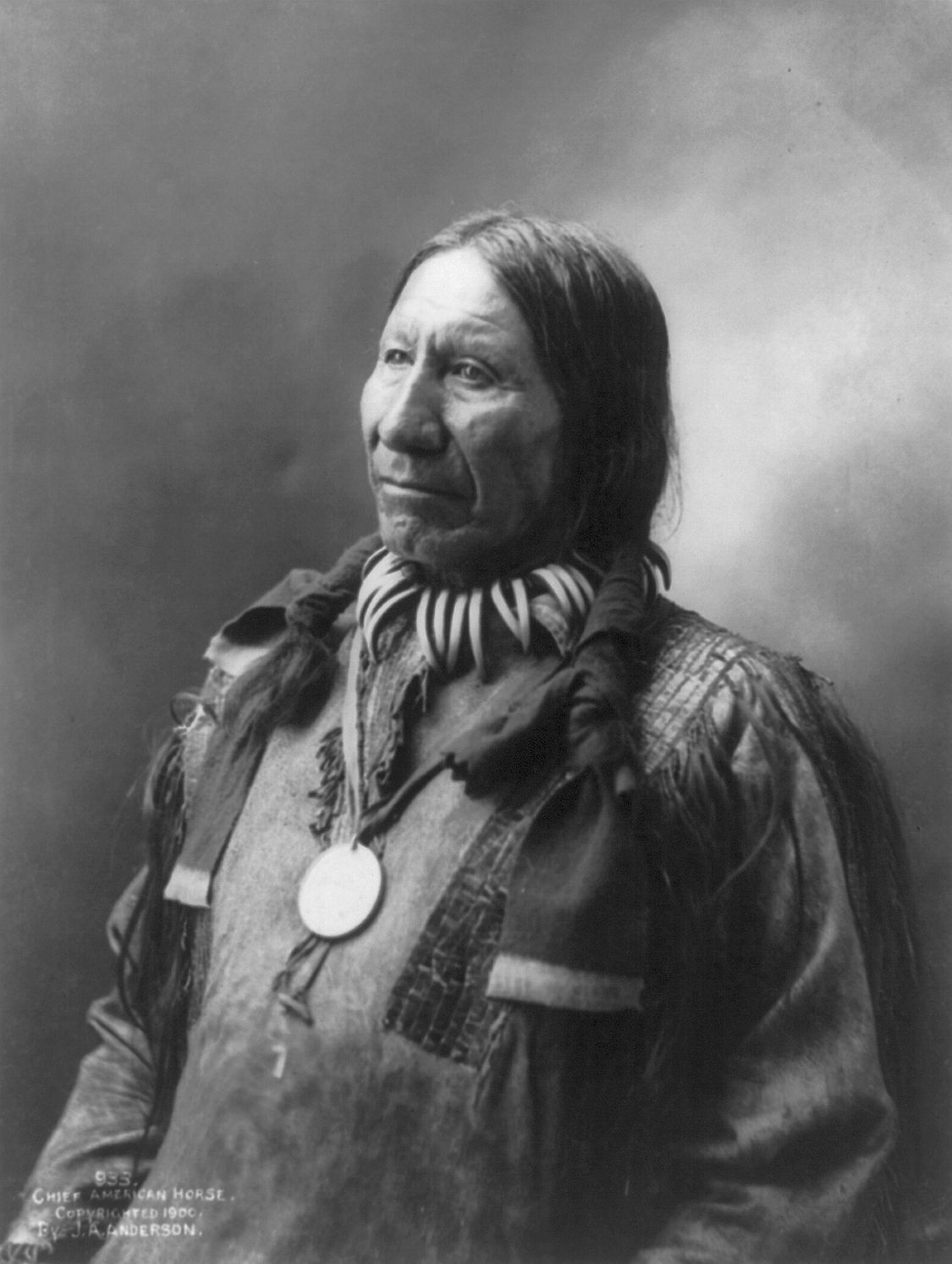
American Horse, vers 1900.

American Horse fut tout d'abord connu sous le nom de Manishnee (ne-peut-pas-marcher ou ne-peut-pas-jouer) et son surnom était l'araignée. Lorsqu'il est né, son vieux grand-père s'est écrié : « Sortez-le dehors au soleil ! Laissez-le demander à son arrière-grand-père, le soleil, de lui donner le sang chaud du guerrier. » Son père, Sitting Bear, le chef des Oglalas, avait été tué très jeune si bien qu'il fut élevé par un oncle. Jeune, American Horse prit part à des guerres contre les Crows et les Shoshones.
American Horse, âgé de dix ans, fut attaqué par trois Crows tandis qu'il conduisait un troupeau de poneys à la rivière. Il fit alors preuve d'un sens inné de la ruse et de l'esprit d'initiative. Il semblait vraiment avoir peu de chances de s'en sortir tant les ennemis étaient proches. Il hurla frénétiquement en direction des poneys pour les remettre en chemin vers le campement et se dissimula dans un buisson. Une partie du troupeau fut capturée par les Crows. Sa maman était prise de frénésie pensant que son garçon avait été tué ou capturé. Mais une fois l'excitation retombée, il réapparut, sain et sauf, au campement. Interrogé à propos de son évasion, il remarqua : « Je savais qu'ils ne perdraient pas de temps à chasser du menu fretin tandis qu'il y avait du bien plus gros gibier tout proche d'eux. »
Un autre jour, tandis qu'un petit groupe de Shoshones avait été découvert non loin et dans l'excitation des préparatifs de l'attaque, American Horse aperçut un imposant cerf à queue noire. Incapable de résister à la tentation, il décocha une flèche qui atteignit le cœur de l'animal. Ensuite, avec plusieurs de ses compagnons affamés, ils se ruèrent sur l'animal agonisant pour en dévorer le foie qui était parfois mangé cru. On raconte qu'un homme fut frappé par le dernier coup de patte de l'animal mourant. Les guerriers avalèrent ainsi quelques bouchées de foie avant de se remettre en chasse de leurs ennemis. Ils racontèrent longtemps comment American Horse avait tué l'animal et les avait régalés entre l'embuscade et l'attaque.

## Éclaireur indien de l'armée des États-Unis

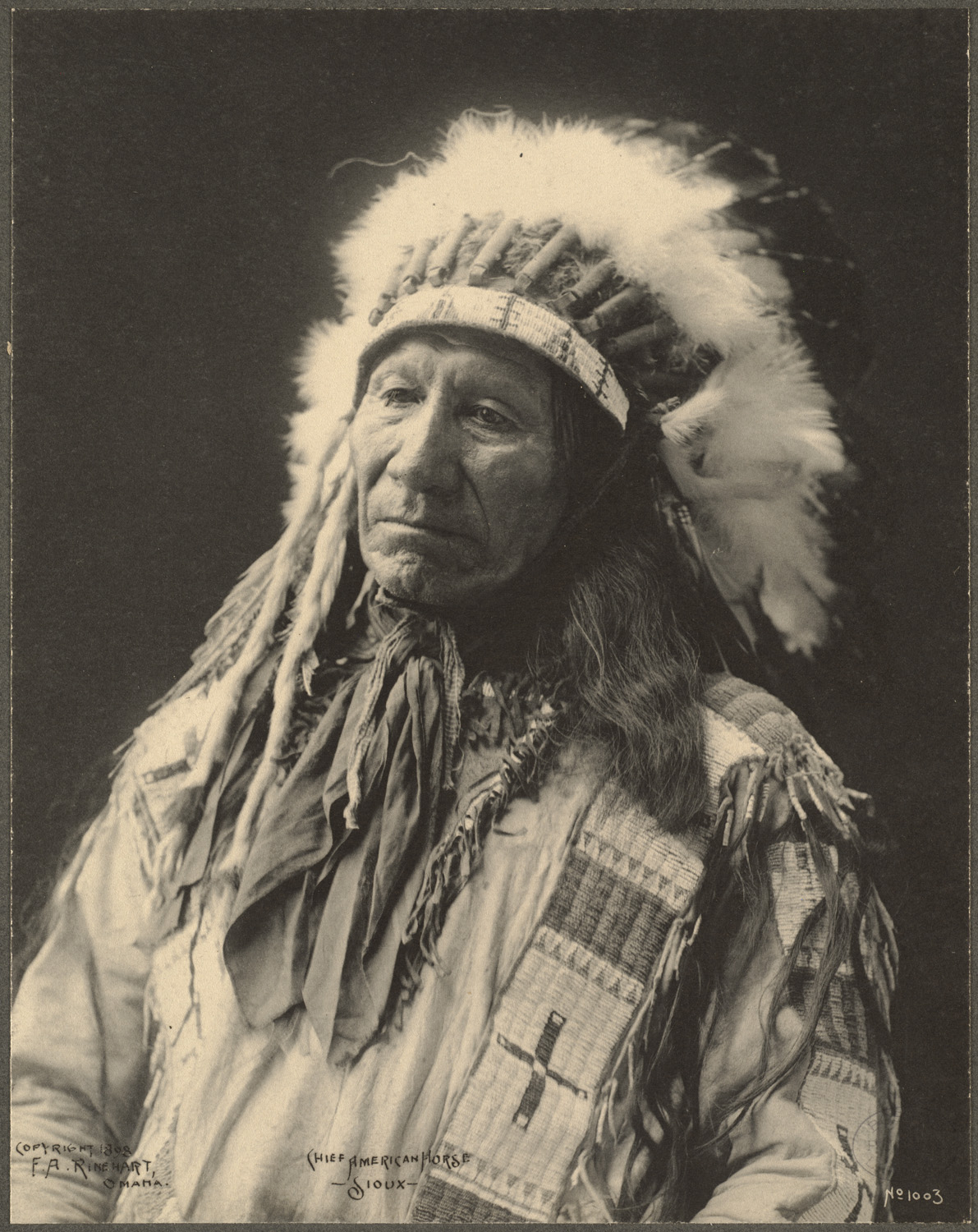
Le chef American Horse.

Au début des années 1870, American Horse partit s'installer à l'agence de Red Cloud (en) (qui allait devenir la réserve de Pine Ridge). Il s'allia aux Wagluhe au Fort Robinson et devint le beau-fils de leur chef, Red Cloud. American Horse ne tarda pas à s'enrôler comme éclaireur dans l'armée des États-Unis qui sut en faire bon usage tout en maintenant le jeune courageux tranquille en le faisant participer au recrutement de nouveaux éclaireurs,.

## Sioux Jim
Le 31 août 1876, environ un mois après la bataille de Little Bighorn, American Horse tua Sioux Jim. Le colonel Ranald S. Mackenzie qui venait juste de prendre ses fonctions au Fort Robinson fut informé que Sioux Jim se trouvait dans le campement des Wagluhe ou des Loafer dirigé par le chef Blue Horse (en). Plus tôt le matin, le major Gordan avait commandé quatre compagnies de cavaliers dans le campement, ils visitèrent près de cinquante tipis en vue de procéder à l'arrestation de Sioux Jim. Celui-ci resta introuvable mais Gordan arrêta son épouse et l'un de ses fils. Ils furent ramenés au fort et enfermés au poste de garde. Blue Horse fut également arrêté mais pour une courte période pour ne pas avoir suivi les directives de Mackenzie qui l'invitaient à signaler tout Amérindien hostile venu du Nord et séjournant parmi les Wagluhe. Peu de temps après le départ de la cavalerie, Sioux Jim revint au village. American Horse tenta alors de l'arrêter, l'interpellation tourna court et American Horse tua Sioux Jim. La date de son décès est reprise dans les rapports de Mackenzie au général Crook et au général Sheridan et est fixée au 2 septembre 1876,.

## Adoption du nom d'American Horse

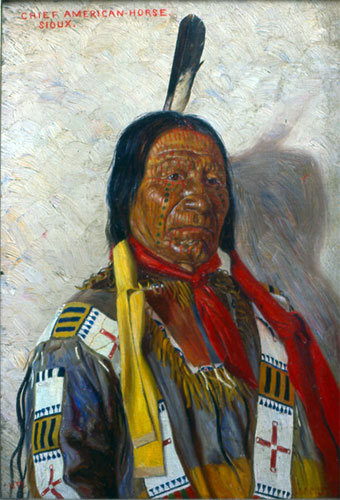
Peinture d'American Horse par Elbridge Ayer Burbank, 1899.

Deux chefs Oglalas Lakotas ayant porté le nom d'American Horse furent retenus par l'histoire des États-Unis. L'historien George E. Hyde les distinguait en se référant pour l'un, au « Chef American Horse, l'ancien » celui-ci étant le fils d'Old Chief Smoke et le cousin de Red Cloud et, pour l'autre, au « Chef American Horse, le jeune » celui-ci étant le fils de Sitting Bear et beau-fils de Red Cloud.
American Horse l'ancien (en), Wašíčuŋ Tȟašúŋke (1830 - 9 septembre 1876) est connu pour avoir été un grand guerrier en raison de son aptitude à commander, de son courage et de son sens de l'honneur. American Horse l'ancien est connu dans l'histoire américaine pour avoir été, au côté de Crazy Horse l'un des principaux chefs de guerre durant la guerre de Red Cloud et la bataille de Little Bighorn durant la guerre des Black Hills. American Horse l'ancien était le fils d'Old Chief Smoke (en), un Grand-Chef Oglala-Lakota et l'un des derniers grands Shirt Wearers, "Ogle Tanka Un", une prestigieuse société de chefs de guerre lakotas. Il fut l'un des signataires du traité de Fort Laramie de 1868 avec ses frères Blue Horse (en) et Red Cloud.
Un mois environ après la signature du traité de 1868, American Horse fut choisi comme porteur de chemise en même temps que Crazy Horse, Young Man Afraid Of His Horses et Man-That-Owns-a-Sword. Le 9 septembre 1876, American Horse l'ancien fut mortellement blessé lors de la bataille de Slim Buttes en se battant pour la protection de sa famille et en se défendant contre l'invasion par les Blancs des Black Hills (Paha Sapa),.
American Horse, quant à lui, gagna en réputation durant les turbulences de la grande guerre des Sioux en 1876-1877. Après la nouvelle de la mort d'American Horse, l'ancien, lors de la bataille de Slim Buttes, Manishnee trouva opportun et assuma le fait de porter le nom d'American Horse. American Horse n'était aucunement apparenté à American Horse l'ancien.
En 1890, American Horse (le jeune) raconte à Charles A. Eastman qu'il a succédé en nom et en position à son oncle American Horse, tué à Slim Buttes en 1876. Plus tard, il déclarera qu'Amercian Horse n'est pas mort à Slim Buttes mais plutôt un chef mineur comme Iron Plume ou Iron Shield. Il revendiqua également avoir personnellement tué William J. Fetterman avec sa massue durant la bataille de Fetterman. En conséquence de tout ceci, certains faits et gestes d'American Horse, l'ancien et d'American Horse, le jeune, ont été rapportés de manière erronée par certains historiens les rattachant tantôt à l'un, tantôt à l'autre. Les Oglalas semblent eux-mêmes incapables de réduire l'imbroglio.

## Arrestation de Crazy Horse

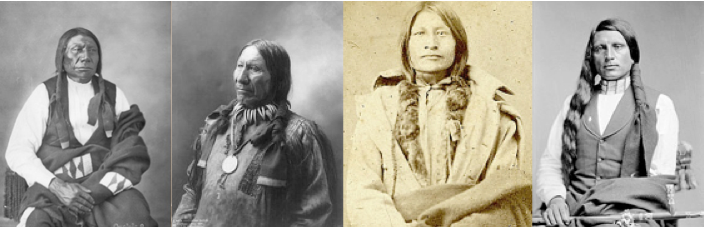
Les chefs Wagluhe après la bataille de Little Bighorn. De gauche à droite : Blue Horse, American Horse, Three Bears et Red Shirt. Les Wagluhe étaient considérés par l'US Army et les agents indiens comme étant la tribu la plus progressiste parmi les Lakotas et nombre d'entre eux intégrèrent la Police indienne et les éclaireurs indiens de l'armée des États-Unis du 4e régiment de cavalerie des États-Unis et des intermédiaires auprès d'autres tribus Lakota.

Le 6 mai 1877, Crazy Horse déposa les armes au Fort Robinson. Pendant les quatre mois suivants, Crazy Horse résida dans son village proche de l'agence de Red Cloud (en). American Horse et d'autres chefs Oglalas pensaient que Crazy Horse était une menace, qu'il tenait des positions ouvertement opposées aux Blancs et qu'il n'avait qu'un seul souhait, retourner à sa vie sauvage dans le Nord à la première occasion. Inquiets à propos du fait que l'opposition soutenue par Crazy Horse pourrait compromettre les négociations de paix qui devaient se tenir à Washington, les chefs Oglalas discutèrent de la meilleure option pour « calmer les ardeurs » de Crazy Horse et le « ramener à de meilleurs sentiments ». Mais Crazy Horse refusa de les rencontrer. Les rumeurs croissantes concernant son souhait de s'échapper et retourner à son ancienne vie commencèrent à se répandre dans le clan de Red Cloud et celui de Spotted Tail. Percevant que cette affaire était proche de provoquer une crise, le général Crook rallia le Fort Robinson. Crook pensait qu'une entrevue en tête-à-tête avec Crazy Horse serait susceptible d'apaiser la situation. Il se rendit donc à cheval à son campement. En chemin, il fut arrêté par Woman’s Dress qui était porteur d'un message des chefs de la réserve mettant Crook en garde de poursuivre son chemin étant entendu que Crazy Horse avait manifesté l'intention de le tuer s'il n'accédait pas à ses demandes. Crook perçut que Crazy Horse, disant cela, pesait chacun de ses mots et rentra au camp pour envoyer un message invitant les chefs de la réserve à un conseil au Fort Robinson. Crazy Horse ignora la sommation. Les chefs dirent au général Crook qu'ils n'approuvaient pas la position tenue par Crazy Horse et se dirent prêts à suivre les directives du général. Il leur dit qu'ils auraient à prouver leur loyauté en procédant à l'arrestation de Crazy Horse. Ils se concertèrent et informèrent Crook qu'ils voulaient agir mais que Crazy Horse était un homme désespéré et que certains d'entre eux préféraient qu'il fut tué. Crook refusa, arguant qu'il s'agirait là d'un meurtre. Ils parvinrent néanmoins à un accord par lequel, American Horse, Red Cloud, Little Wound (en) et Young Man Afraid Of His Horses, accompagnés de soldats iraient, ensemble, arrêter Crazy Horse.
Le matin du 4 septembre 1877, 8 compagnies du 3e régiment de cavalerie, quatre cents Indiens alliés se rendirent au village de Crazy Horse pour s'apercevoir que ce dernier avait fui durant la nuit. Crazy Horse n'avait pas fui seul, il emmenait avec lui son épouse. Celle-ci étant souffrante, il s'arrêta à la réserve de Spotted Tail où il fut arrêté par des Indiens. Le 5 septembre 1877 au matin, Crazy Horse accompagné du lieutenant Jesse M. Lee, l'agent indien de Spotted Tail, se mirent en route pour le Fort Robinson. Arrivés dans la soirée, le lieutenant Lee était informé qu'il devait remettre Crazy Horse au capitaine James Kennington qui accompagnerait Crazy Horse au poste de garde. Une fois à l'intérieur, Crazy Horse se battit avec le garde et Little Big Man et essaya de s'enfuir. À peine de l'autre côté de la porte, Crazy Horse fut frappé d'un coup de baïonnette porté par l'un des membres de la garde. Il fut emmené au bureau de l'adjudant-major où il fut soigné par l'assistant-chirurgien Valentine McGillycuddy mais sans succès. Il mourut tard dans la nuit entouré des siens.

## Les Wagluhes

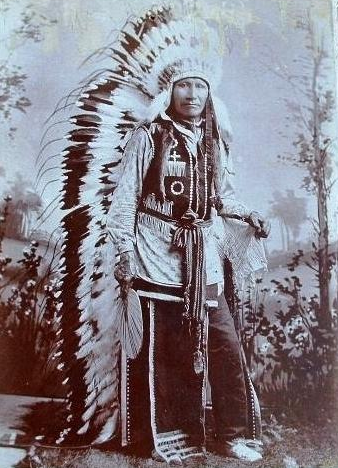
Le chef American Horse fut l'un des premiers Wild Westers avec Buffalo Bill. En 1886, American Horse remplaça Sitting Bull en tant que tête d'affiche indien lors de la saison 1886-1887.

La délégation Dakota à Washington. De gauche à droite, Red Dog, Little Wound, John Bridgeman (interprète), Red Cloud, American Horse et Red Shirt, en juin 1880.

Le clan des Wagluhe (Wagluhe Band) est l'un des sept clans des Lakotas Oglalas. Le clan Wagluhe est également connu sous le nom de clan Loafer (Loafer band). Les sept clans des Lakotas Oglalas sont les Wagluhes (Loafers), les Ite Sicas (Bad Face), les Oyukpes (Broken Off), les Wazazas (Shred Into Strips), les Tapislecas (Split Liver), les Payabayas (Shove Aside) et les Kiyaksas (Little Wound).
Old Chief Smoke (en) était un Grand-Chef Lakota Oglala et l'un des derniers porteurs de chemise, une prestigieuse société de guerriers Lakotas. Les Smokes étaient l'une des principales familles Lakotas au XVIIIe siècle et au XIXe siècle. Old Chief Smoke fut l'un des premiers chefs Lakotas à percevoir la puissance des Blancs et la nécessité de s'y associer. En 1849, Old Chief Smoke déplaça son campement Wagluhe vers Fort Laramie lorsque l'US Army déplaça sa garnison pour protéger les migrants blancs sur la piste de l'Oregon. Les familles Lakota qui préférèrent la sécurité du Fort de Laramie rejoignirent les Smokes. Old Chief Smoke conscient de la supériorité numérique, de la puissance des Blancs et de combien vaine serait une guerre, observa et apprit les coutumes des Blancs. À la fin des années 1850, certaines voix se firent entendre dans les rangs des Sioux pour critiquer la politique menée par Old Chief Smoke qui se cantonnait à vivre passivement avec ses épouses, ce qui leur valu le surnom de Loafers, des oisifs, des parasites. Par ailleurs, certains Wagluhe considéraient ceux qui étaient restés sur leur mode de vie ancestral comme des rustres provinciaux. Durant les années 1860, les tensions allant grandissantes, Fort Laramie était la position principale de l'armée américaine lors de la guerre de Red Cloud. En 1864, Old Chief Smoke meurt et est remplacé par Chef Big Mouth.
Traditionnellement, lors d'une guerre inter-tribale, un combat impliquant une cinquantaine de protagonistes et se soldant par deux morts était considéré comme une grande bataille. Les Wagluhes ont assisté à la bataille de Gettysburg qui dura trois jours et fit 50 000 victimes en juillet 1863 de quoi avoir une perception aiguë de ce que les Blancs entendaient lorsqu'ils parlaient de « bataille ». Les Wagluhe optèrent donc pour le parti d'apprendre des Blancs. À ce titre, ils furent considérés comme les plus progressistes parmi les Lakotas et devinrent les éclaireurs indiens de l'armée des États-Unis et les intermédiaires auprès d'autres clans Lakotas.
Après la bataille de Little Bighorn et l'arrestation de Blue Horse (en), American Horse devint l'ambassadeur et le chef de la faction progressiste de l'agence de Red Cloud (en). American Horse servait avec influence et énergie la cause du Gouvernement américain. Lors de son ascension et de l'émergence de sa qualité de chef, les Wagluhe se scindèrent en trois clans. Blue Horse resta chef de l'un d'eux, American Horse d'un second et Three Bears, d'un dernier.
Red Shirt (en) était également un chef populaire et il servait comme lieutenant de Three Bears. Ces chefs avaient beaucoup en commun, ils servirent ainsi comme éclaireurs indiens de l'armée des États-Unis et furent les premiers à inscrire leurs enfants à l'École industrielle indienne de Carlisle. Ils firent tous partie des délégations Lakotas à Washington et prirent part au Wild Westing (en) au côté de Buffalo Bill.

## Conférences pour la paix à Washington

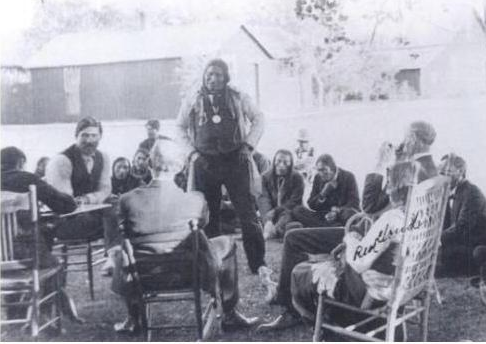
Conseil tribal Oglala, Pine Ridge, 1903. American Horse se tient au centre, Red Cloud est assis à droite.

Le chef American Horse participa à de nombreuses conférences pour la paix à Washington en tant que délégué. Durant la période trouble de 1865 à 1877, American Horse préconisa de céder aux souhaits du gouvernement quel qu'en soit le prix, trop convaincu que toute opposition serait vaine. Ceci eut de fâcheuses conséquences pour le peuple amérindien et ce jusqu'au meurtre de Crazy Horse. Dans la crise précipitée par cet événement, American Horse pesa de toute son influence et de toute son énergie pour soutenir la cause du Gouvernement américain. À partir de ce moment, il devint un participant actif dans les affaires des Lakotas. Il fut toujours remarqué pour son éloquence qui se voulait toujours assez conciliante bien qu'il puisse également tenir des propos acérés sur la duplicité des Blancs. Il avait une aisance et était un maître de la répartie. Il dit ainsi un jour : « Si vous devez porter des pantoufles en or pour entrer dans le paradis des Blancs, alors les Indiens n'y entreront jamais tant que les Blancs auront les Black Hills et avec eux tout l'or. »

## Wild Westing

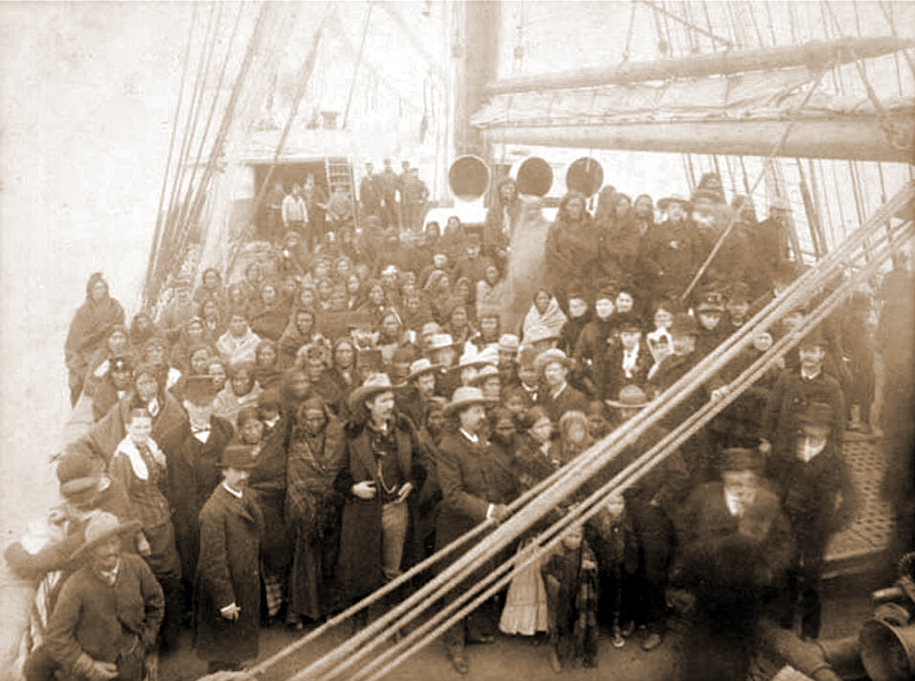
Le 31 mars 1887, Chef Blue Horse, Chef American Horse et Chef Chef Red Shirt et leur famille montent à bord du SS State of Nebraska à New York. Ils traversent l'océan pour se rendre en Angleterre au côté de Buffalo Bill pour une représentation à l'occasion du Jubilé d'or de la Reine Victoria.

Le Wild Westing (en) qui consistait à mettre en scène la conquête de l'Ouest était très populaire chez les Lakotas qui y prenaient part de bonne grâce au bénéfice de leurs proches et de leur communauté. Ceci leur offrait également un peu d'espoir quant au maintien de leurs traditions dans cette période trouble qui annonçait volontiers le déclin des autochtones américains. Entre 1887 et la Première Guerre mondiale, plus de mille Amérindiens s'adonnèrent au Wild Westing au côté de Buffalo Bill. La plupart des wild-westers étaient des Lakotas Oglalas de Pine Ridge. Les Oglalas furent d'ailleurs le premier peuple Lakota à le faire.
En 1886, American Horse remplace Sitting Bull, la vedette indienne, pour la saison 1886-1887. Un journaliste lui demanda ce qu'il pensait du vieux continent, il répondit : « Je vois tellement de choses qui sont formidables et étranges que j'ai envie de m'enfuir dans la forêt et de mettre une couverture sur ma tête, de cette manière, je ne verrai plus et j'aurai peut-être une chance de m'en souvenir. »
Le 31 mars 1887, Blue Horse (en), American Horse et Red Shirt (en) et leur famille montent à bord du SS State of Nebraska à New York. Ils traversent l'océan pour se rendre en Angleterre au côté de Buffalo Bill pour une représentation à l'occasion du Jubilé d'or de la reine Victoria. Le spectacle qui se voulait itinérant passa à Birmingham, Salford et Londres sur une période de cinq mois. La troupe était constituée de 97 Amérindiens, 18 bisons, 2 cerfs, 5 vaches du Texas, 4 ânes et 108 chevaux.

## École industrielle indienne de Carlisle

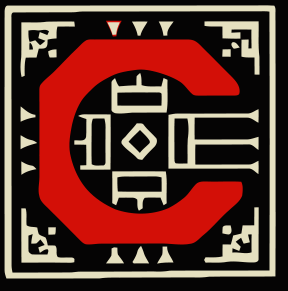
Carlisle était une école unique en son genre et fut considérée par certains autochtones américains comme étant l'équivalent de Yale, Princeton ou Cambridge.

### Historique

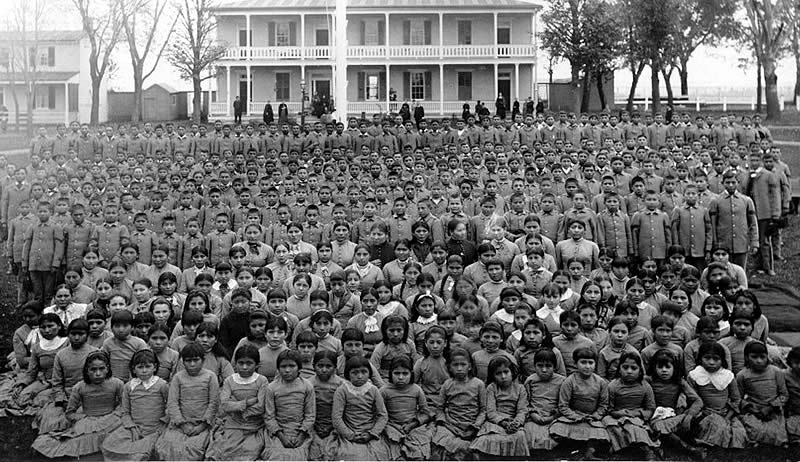
Les enfants des chefs de Wagluhe assistant à leur première classe à l'École industrielle indienne de Carlisle, Pennsylvanie, en 1879.

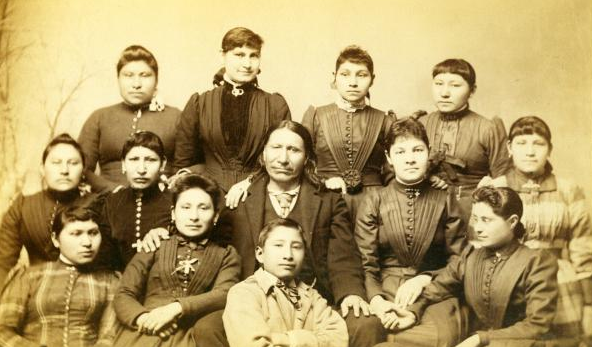
American Horse à Carlisle, en 1882, avec sa fille Maggie Stands Looking et d'autres étudiants et enseignants indiens.

L’école industrielle indienne de Carlisle (Carlisle Indian Industrial School) était un modèle d'internat scolaire indien aux États-Unis de 1879 à 1918. Carlisle était le premier pensionnat indien. Il était situé à l'écart de la réserve et des turpitudes de l'Ouest et de ses positionnements anti-Indiens, libre de toute influence culturelle. Carlisle offrit ainsi une opportunité et un espoir dans une période où les gens pensaient que les autochtones américains étaient une race appelée à disparaître dont la seule chance de survie était de connaitre une rapide transformation culturelle. Carlisle fut bâtie sur le principe que les autochtones américains étaient les égaux des Blancs et que les enfants amérindiens, immergés dans une culture de l'Homme blanc, se devaient d'acquérir des aptitudes pour évoluer dans cette société. Au fil des ans, Carlisle évolua d'une école industrielle vers une école préparatoire (en) avec sa propre dotation et ses facultés. Poursuivre un cursus à Carlisle était considéré par certains autochtones américains comme étant l'équivalent d'aller à Yale, Princeton ou Cambridge et la tradition familiale des alumni de Carlisle dans le style d'Harvard est faite de fierté, d'histoires d'opportunités et de succès,. Carlisle était unique et produisit ainsi une nouvelle génération de leaders indiens.

### Capitaine Pratt et American Horse

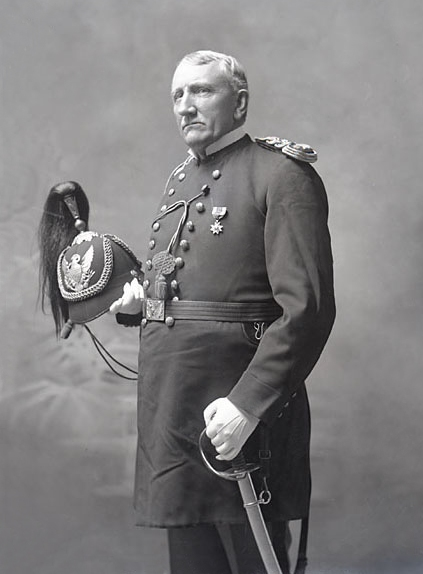
Capitaine Richard Henry Pratt, fondateur et surintendant de la Carlisle Indian Industrial School.

American Horse fut l'un des premiers défenseurs de l'éducation des Indiens et son fils, Samuel et son neveu, Robert furent parmi les premiers élèves de Carlisle. Tandis qu'il recrutait à la réserve indienne de Pine Ridge, le capitaine Pratt (en) connut une forte opposition de Red Cloud qui voyait d'un mauvais œil l'éducation donnée par les Blancs, lui qui n'avait pourtant pas d'enfant en âge scolaire. Richard Pratt remarqua par contre qu'American Horse se montrait vivement intéressé par ses propos. American horse avait alors grandi en influence politique et était à la tête d'une imposante famille comportant deux épouses et au moins dix enfants. Il devint ainsi un fin négociateur louvoyant habilement entre les traditions de la société des Lakotas et cette nouvelle société des Blancs qui l'encerclait. Habile politicien, il se servit de ses amitiés envers les Blancs pour obtenir des concessions pour lui et son peuple. Il était cependant convaincu, dans sa très grande sagesse, que sa descendance aurait à avoir affaire avec les Blancs et peut-être même à vivre avec eux, qu'ils apprécient le fait ou pas. Le Capitaine Pratt savait se montrer persuasif, il s'adressa un jour en ces termes à Spotted Tail : 

« Spotted Tail, vous êtes un homme remarquable. Votre nom a traversé l'ensemble des États-Unis et même par delà la Grande-eau. Vous êtes un homme tellement capable que vous êtes le chef principal de milliers des vôtres. Mais, Spotted Tail, vous ne pouvez ni lire ni écrire. Vous vous récriez que votre peuple a été placé par le gouvernement dans une réserve dont les limites sont situées bien à l'intérieur de ce qu'elles auraient dû être. C'est pourtant vous qui avez apposé votre marque au bas du traité qui en fixait les contours. Ce traité stipule que vous étiez d'accord sur les frontières de votre réserve et qu'elle devait être à l'endroit précis où ses jeunes hommes sont en train de placer des postes et des bornes. Vous avez signé ce papier, n'en sachant que ce qu'un interprète a bien voulu vous en dire. Si quoi que ce fut s'était produit durant la rédaction de ce document en changeant la teneur, si vous aviez été éduqué et si vous aviez su lire et écrire, vous auriez détecté cela et vous auriez refusé d'y apposer votre nom. Souhaitez-vous laisser vos enfants dans le même état d'ignorance dans lequel vous avez vécu, les condamnant désavantageusement à toujours devoir avoir recours à un interprète comme vous devez le faire ? Ne voyez-vous pas qu'il est de bien loin préférable que vos enfants soient éduqués et entraînés comme nos enfants le sont ? Que de cette manière, ils peuvent parler anglais, écrire des lettres et faire ces choses qui apportent aux Blancs cette prospérité ? En tant qu'ami, Spotted Tail, je vous invite vivement à envoyer vos enfants avec moi à la Carlisle School et je ferai tout ce que je peux pour les faire grandir en intelligence et en habiletés de sorte qu'ils puissent vous revenir et vous aider. Spotted Tail, j'ai entendu dire que vous avez douze enfants. Confiez m'en quatre ou cinq et laissez-moi les emmener avec moi à Carlisle et vous montrer ce qu'une éducation judicieuse peut produire,. »

American Horse fut d'accord d'envoyer deux de ses fils et une fille en première année : Ben American Horse, Samuel American Horse et Maggie Stands Looking. Charles Eastman disait : « Ses filles étaient les plus belles filles indiennes de race pure qu'il m'ait été donné de voir, ».

### Maggie Stands Looking

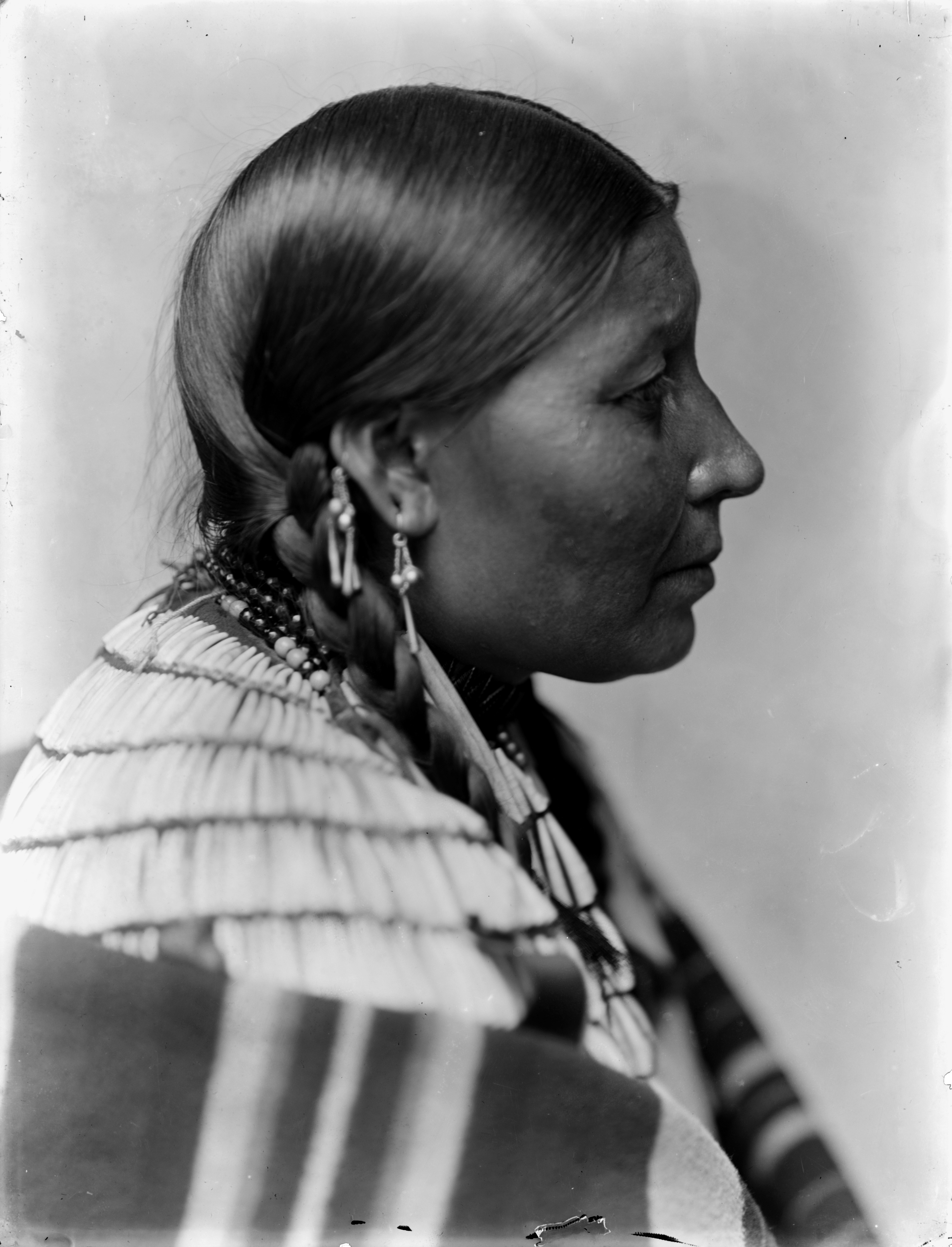
Épouse d'American Horse, Sioux Dakota, par Gertrude Käsebier, c.1900

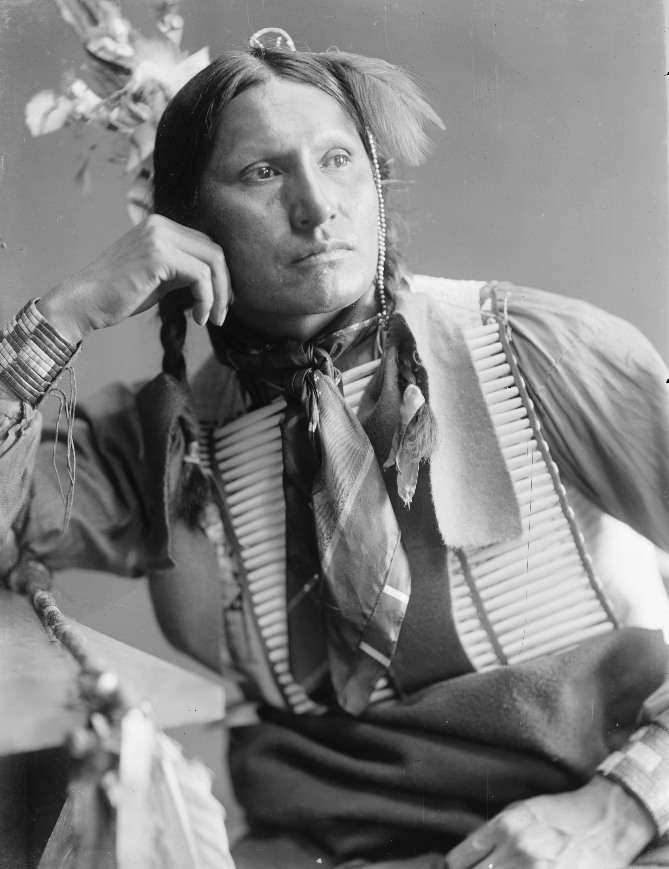
Samuel American Horse était un Wild Wester de Carlisle. Dès 1887, le Wild Westing fut une tradition familiale pour des centaines de familles de Pine Ridge.

Maggie Stands Looking était l'un des étudiants modèles du Capitaine Pratt (en). Maggie dicta cette lettre à un interprète : 

« Mon cher père, American Horse : Je souhaite vous dire quelque chose, et ceci me remplit de joie. Vous m'avez dit que mon frère s'est marié et cela me fait très plaisir. Mes cousins et frères et moi allons très bien dans cette école de Carlisle. Nous aimerions vous revoir prochainement. Je me sens toujours bien ici mais dernièrement, je ne me sens parfois pas très bien en raison du fait que vous m'avez dit que mon grand-père devient très âgé maintenant. Dites-moi comment vont mes frères. J'aimerais voir une photographie de la femme de mon frère. Dites à mon frère, Two-Dogs, de m'écrire à nouveau. Le père de Miss Hyde [NDT : son enseignante] est décédé voici deux semaines et j'en suis désolée. Je me souviens de tous mes amis. Si vous ne me répondez pas rapidement, j'en serai très affectée. Je ne vous réponds pas toujours rapidement mais c'est parce que je ne sais pas écrire. Dès que je pourrai écrire moi-même, j'écrirai aussi souvent que je le peux. Dites à Brave Bull que Dora (her pipe) a été un peu malade mais va mieux désormais. Dites-moi si grand-père va mieux. S'il tombe malade, dites-le moi aussi. Vous avez écrit à mon cousin Robert et lui avez dit que vous aviez désormais une maison où habiter, un tas de cochons, de vaches et de choses de la sorte et j'en suis très heureuse. Vous avez désormais une maison de Blanc pour y vivre et je suis anxieuse d'apprendre tout ce que je peux de sorte que je puisse rentrer à la maison et vivre avec vous. J'ai appris qu'il y avait une grande école là-bas et cela me fait plaisir. Si vous le pouvez, venez à nouveau et si vous le pouvez, dites-moi quand. Je veux vous dire que de nouvelles filles et de nouveaux garçons sont arrivés ici. Vingt-cinq. Quinze d'entre eux sont des filles. Nous sommes nombreux ici désormais et le Capitaine Pratt est très gentil avec nous. C'est tout ce que je voulais dire pour le moment. Remettez mes amitiés à tous mes amis. Votre fille, Maggie Stands-Looking,. »

Maggie Stands Looking fit partie de la première vague d'enfants amenée depuis la réserve indienne de Rosebud. Selon les dires de Pratt dans son livre Battlefield and Classroom, Maggie éprouvait des difficultés à ajuster son comportement aux exigences de son nouveau mode de vie à Carlisle. Elle a ainsi un jour giflé Miss Hyde, sa maîtresse, tandis que celle-ci insistait pour que Maggie refasse son lit tous les jours et maintienne sa chambre en ordre. Au lieu de la punir, Miss Hyde la plaqua au sol et Maggie acquiesça. Comme la plupart des enfants, Maggie fit partie du Outing Program. Au lieu de rentrer en famille durant les mois d'été, elle était placée dans des familles d'accueil pour poursuivre le programme de detribalisation. De retour dans sa patrie, elle écrivit ce courrier au superintendant : « Cher Capitaine Pratt: Que dois-je faire ? Je suis ici depuis deux semaines et je ne me suis pas lavée. Ces gens n'ont pas d'endroit pour se laver. Votre fille d'école, Maggie Stands Looking. » Pratt l'avisa de faire comme il fit jadis à la frontière et de remplir une bassine pour se frictionner convenablement, de cette façon, il s'était lavé aussi bien que s'il avait sauté dans une rivière. Il signa Ton ami et père d'école, R. H. Pratt.

### Carlisle Wild Westers
Comme Ben American Horse et Samuel American Horse, de nombreux Lakotas Oglalas de la réserve indienne de Pine Ridge s'inscrivirent à Carlisle. Les Wild Westers de Carlisle étaient attirés par l'aventure, l'opportunité et la paye. Ils étaient rétribués en tant qu'artistes, chaperons, interprètes ou recruteurs. Les Wild Westers de Pine Ridge inscrivirent leurs enfants dans l'école industrielle indienne de Carlisle (Carlisle Indian Industrial School) dès le début, en 1879 et jusqu'à sa fermeture en 1918. En 1879, les chefs Lakotas Oglalas, Blue Horse, American Horse et Red Shirt furent les premiers à y inscrire leurs enfants. Ils voulaient que leurs enfants apprennent l'anglais, les usages commerciaux et les manières des Blancs. « Ces premiers enfants sioux qui vinrent à Carlisle ne peuvent pas avoir été heureux là-bas, mais c'était leur unique chance d'avoir un futur. »

## Opposition au mouvement de la Danse des Esprits

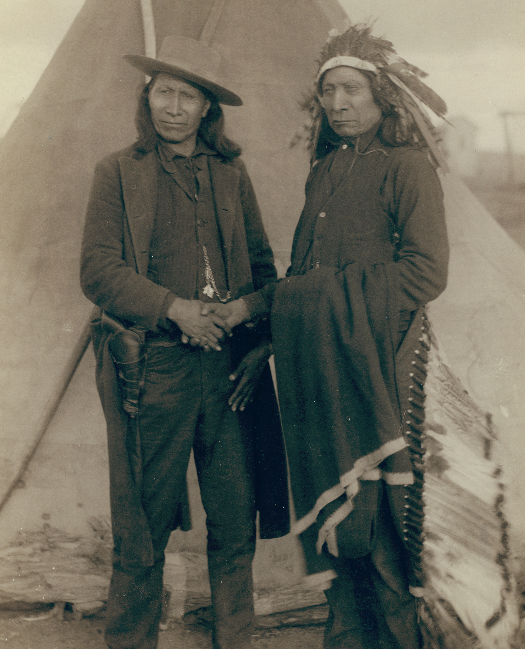
American Horse, à gauche, et Red Cloud, à droite, en 1891. American Horse était le beau-fils de Red Cloud.

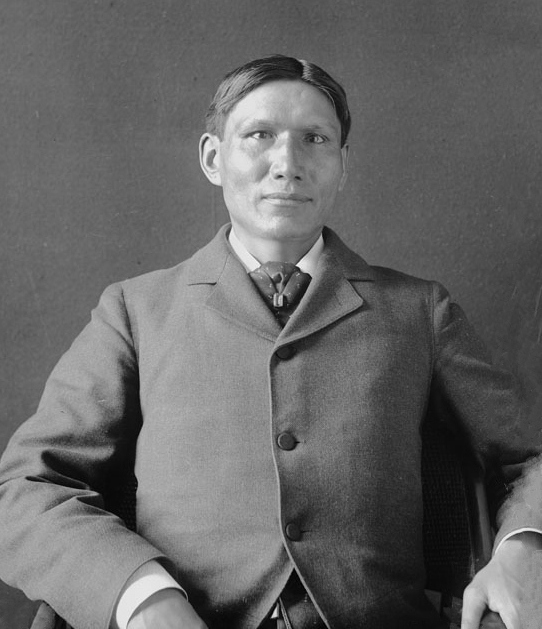
Dr Charles A. Eastman (Ohiyesa) fut un biographe d'American Horse durant la Danse des Esprits de 1890.

En 1890, Jack Wilson, un chef religieux amérindien connu sous le nom de Wovoka (« faiseur de pluie »), déclara que pendant l'éclipse totale du soleil du 1er janvier 1889 il lui avait été révélé qu'il serait le Messie de son peuple. Il donna sa première Danse des Esprits quelque temps après cette vision dans le but de contacter de nouveau les esprits par la transe. Le mouvement spirituel qu'il créa fut appelé « Ghost dance » par les Blancs. Il s'agit d'un mélange syncrétique de spiritualisme païute et de christianisme shaker. Les danses avaient pour objectif de favoriser l'arrivée d'un sauveur de la cause amérindienne.

« C'était durant le dernier combat de ce peuple, à l'époque du Messiah craze en 1890-1891 qu'American Horse démontra, comme jamais auparavant, sa réelle grandeur. Tandis que nombreux de ses condisciples succombaient à ce nouveau courant, il s'en tint à distance et dit aux siens d'en faire autant. Lorsque celui-ci prit de l'ampleur parmi les nations, il adopta une position ferme contre elle. Il fut demandé à tous les Indiens n'ayant pas pris part au mouvement Ghost dance à rejoindre la réserve de Pine Ridge. American horse fut le premier à y amener son peuple. J'étais là à cette époque et je parlais avec lui quotidiennement. »

American Horse s'opposa avec détermination à ce mouvement messianique de la Danse des Esprits au point que sa vie en fut menacée. Un jour, un Indien du nom de Little vivant dans la clandestinité marcha témérairement parmi eux. Bien sûr, la police l'arrêta immédiatement et il fut emmené au poste de garde. Ils se battit avec eux mais fut finalement maîtrisé. Un essaim de guerriers déferla sur le camp pour venir à son secours. La confusion régnait partout, un général lança : « allons, tuez-les tous ! ». American Horse sortit calmement et s'adressa à cette foule excitée.

« "Que vous apprêtez-vous à faire?" demanda-t-il. "Arrêtez-vous, arrêtez-vous et réfléchissez avant d'agir. Voulez-vous assassiner vos enfants, vos femmes, oui, détruire votre nation aujourd'hui ?". Il se tenait devant eux comme une statue, il poursuivit : "Vous êtes braves aujourd'hui parce que vous surpassez en nombre les Blancs mais que ferez-vous demain ? Il y a des voies ferrées tout autour de vous. Demain, des milliers de soldats fondront sur vous de toutes parts. Vous avez peu de vivres, peu de munitions. Ce sera la fin de votre peuple. Arrêtez-vous, dis-je, arrêtez-vous!". Jack Red Cloud, un des fils du grand chef, se rua sur lui et pointa un revolver presque dans son visage: "C'est toi et des gens comme toi qui ont réduit notre peuple à l'esclavage et à la famine" cria-t-il. American Horse ne tressaillit pas mais rentra délibérément dans un bureau suivi de Jack Red Cloud qui le menaçait toujours de son arme. Mais son calme et son éloquence avaient sauvé la situation. D'autres forces de police eurent le temps d'arriver et avec l'aide d'Indiens alliés, ils parvinrent à maîtriser la situation. Lorsque je me suis rendu dans le bureau où il se trouvait, je le trouvai seul et apparemment paisible. "Où sont les agents et les clercs" demandai-je ? Il répondit en souriant, ils se sont enfuis par la porte arrière. Je pense qu'ils se cachent à la cave. Ces fous dehors nous ont presque surpris dans notre sommeil mais je crois que c'est fini maintenant. »

## Première parade inaugurale de Théodore Roosevelt (1905)

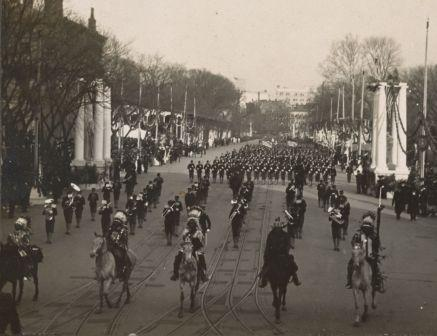
4 mars 1905, première parade inaugurale de Théodore Roosevelt. Six chefs amérindiens sur leurs chevaux peints et arborant au visage leurs peintures de guerre et leurs coiffes, suivis des 46 musiciens de la Carlisle Indian School et d'une brigade de 350 cadets en armes.

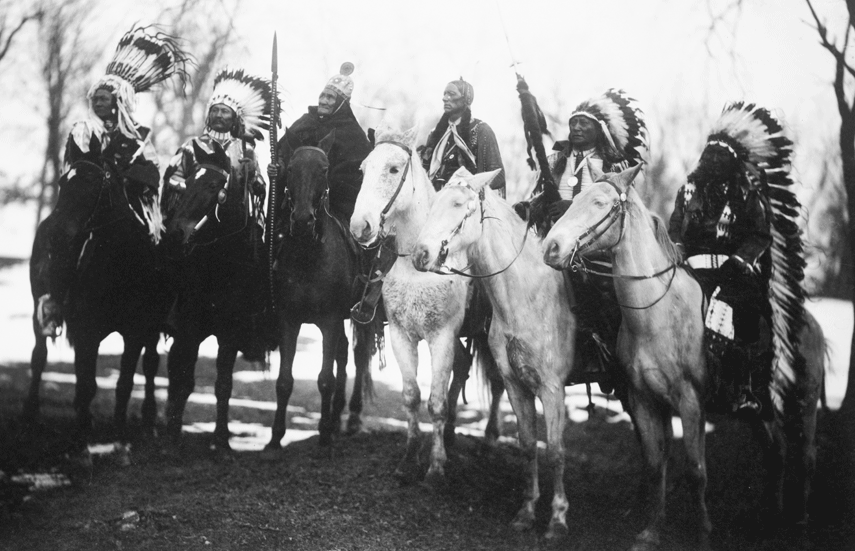
Six chefs de tribu (de gauche à droite) Little Plume (Piegan), Buckskin Charley (Utes), Geronimo (Apaches Chiricahuas), Quanah Parker (Comanches), Hollow Horn Bear (Sioux Brûlés), et American Horse (Sioux Oglala) à cheval et en costumes de cérémonie.

Le 4 mars 1905, les Wild Westers et Carlisle font un portrait contrasté des autochtones américains lors de la première parade inaugurale de Théodore Roosevelt. Six fameux chefs de tribu Geronimo (Apaches), Quanah Parker (Comanches), Buckskin Charley (en) (Utes), American Horse (Sioux Oglala), Hollow Horn Bear (Sioux Brûlés) et Little Plume (en) (Blackfeet), se rencontrèrent à Carlisle en Pennsylvanie une semaine avant la parade en vue de sa répétition. Il y avait en effet beaucoup à faire avant qu'ils ne se rendent à Washington.
Théodore Roosevelt avait pris place dans la loge présidentielle au côté de sa femme, de sa fille et d'autres hôtes de marque et regarda les cadets de West Point et le fameux 7e régiment de cavalerie, l'ancienne unité du général Custer qui servit lors de la bataille de Little Bighorn descendre la Pennsylvania Avenue. Quand le contingent des Wild Westers et les cadets de Carlisle et leur fanfare furent en vue, le président Roosevelt agita vigoureusement son chapeau et toute la tribune présidentielle se mit debout pour assister au défilé de ces six chefs amérindiens sur leurs chevaux peints, en costume d'apparat, revêtus de leurs peintures de guerre et de leur coiffe. Ils étaient suivis des 46 musiciens de la Carlisle indian school et d'une brigade de 350 cadets en armes. En tête de cortège se tenait Geronimo dans son costume d'apparat apache incluant ses peintures de guerre, il montait son cheval également orné de peinture de guerre et ouvrait le cortège au centre de l'avenue. Il fut rapporté que « les Chefs firent forte impression, éclipsant le symbolisme de la formation des 350 cadets de Carlisle conduite par leur fanfare » et que « Tous les yeux étaient tournés vers les six chefs, les cadets durent se contenter d'une mention dans les journaux et personne ne songea à les photographier lors du défilé. »

## Major Israel McCreight

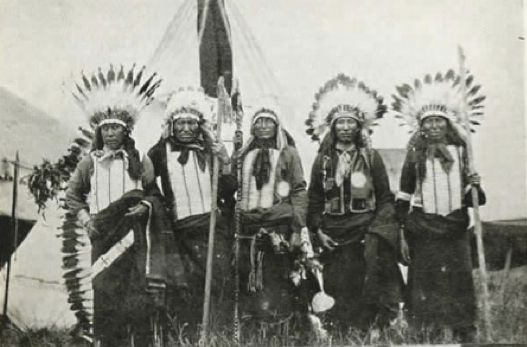
De gauche à droite : les chefs Lakotas Oglalas, Lone Bear, American Horse, Iron Tail, Iron Cloud et Whirlwind à DuBois (Pennsylvanie), 22 juin 1908.

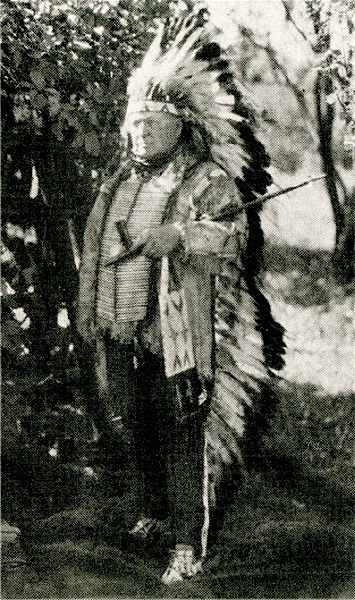
Le wigwam à DuBois (Pennsylvanie), était la maison du Major Israel McCreight, Cante Tanke (Grand Cœur), et le refuge oriental des Lakotas Oglalas "Oskate Wicasa".

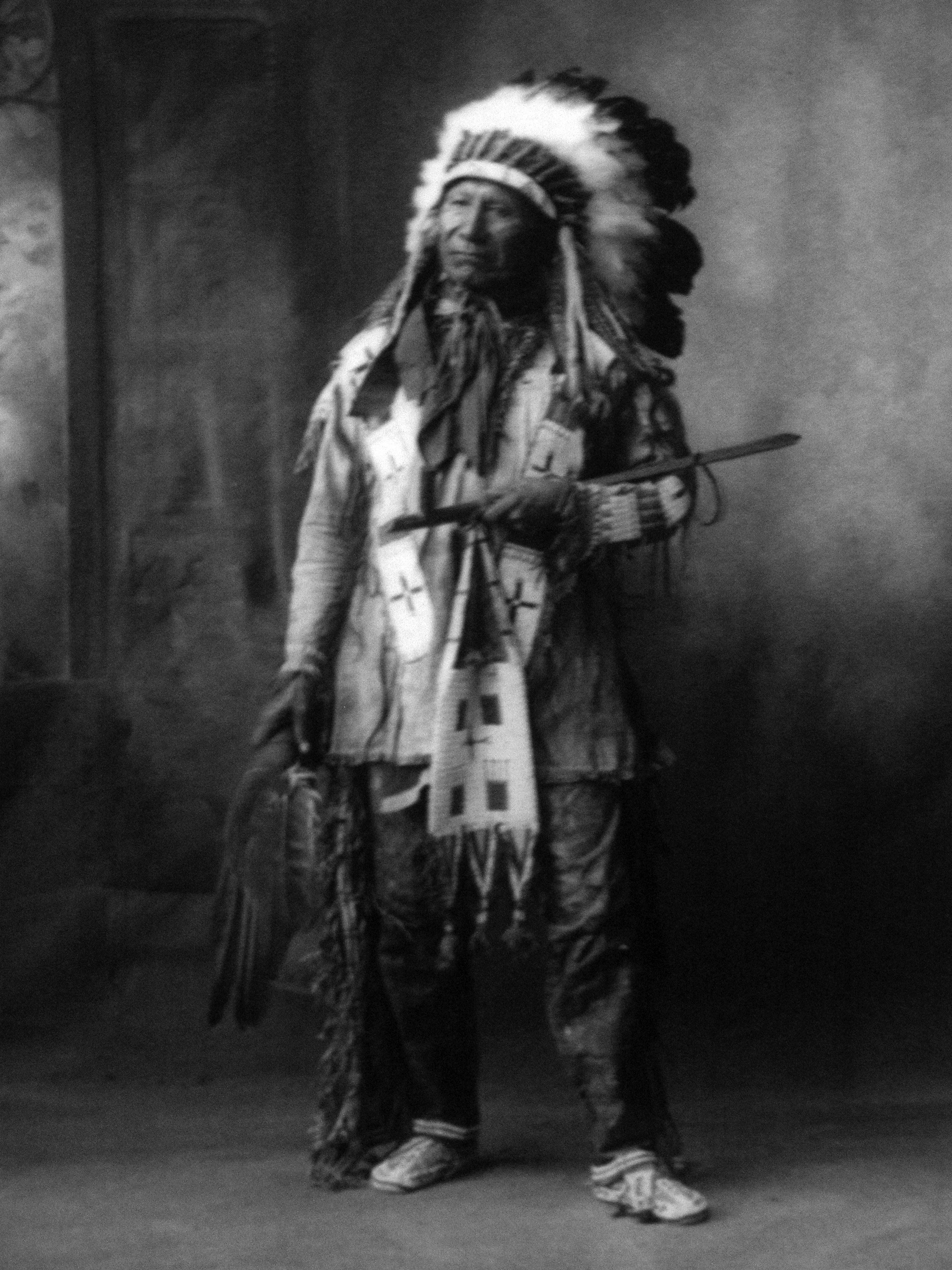
American Horse en 1898.

Le chef American Horse était toujours le bienvenu au The Wigwam (en), la maison du Major Israel McCreight (en) à DuBois en Pennsylvanie. Ce wigwam était une retraite pour les politiciens, les hommes d'affaires, les journalistes et les aventuriers de la Progressive Era (l'Ère progressiste); c'était également la maison à l'Est pour les Lakotas Oglalas ("Oskate Wicasa") ; la seconde résidence du chef Flying Hawk (en) depuis plus de trente années et, enfin, un centre du patrimoine amérindien.
DuBois, un nœud ferroviaire sur la ligne continentale orientale de partage des eaux fut de tous temps un havre d'accueil pour les voyageurs fatigués. Les Wild Westers avaient besoin d'un endroit où se reposer et le Wigwam était un lieu d'accueil chaleureux où les Indiens pouvaient être indiens, dormir dans des peaux de bisons et des tipis, se promener en forêt, prendre un bon petit déjeuner, fumer leur pipe et raconter leurs histoires et leurs actions. À une occasion, 150 Indiens et Buffalo Bill campèrent dans la forêt du Wigwam. American Horse, Blue Horse (en), Jim Grass, Whirlwind Horse, Turkey Legs, Lone Bear, Iron Cloud, Bear Dog, Yellow Boy, Rain In The Face, Hollow Horn Bear, Kills-Close-To-Lodge, Red Eagle, Good Face (Eta Waste), Benjamin Brave (Ohitika) et Thunder Bull, visitèrent le Wigwam. Les chefs légendaires Crows, Plenty Coups et Crow Dog (en) étaient également les bienvenus. Le 22 juin 1908, Major Israel McCreight (en) fut fait chef honoraire du peuple Lakota Oglala et fut appelé Cante Tanke (Grand Cœur). À cette occasion Buffalo Bill était à DuBois pour le Wild West Congress of Rough Riders. Douze mille personnes par jour assistèrent au spectacle de Buffalo Bill et de 150 Oglalas à cheval.

## Le conte d'hiver d'American Horse
Le chef American Horse était un historien Lakota et l'auteur d'un Conte d'hiver qu'il consignait sur une pièce d'étoffe et couvrait plus de cent ans de l'histoire des Lakotas (1775-1878). Les années lakotas se comptent de première neige en première neige. Les années reçoivent des noms selon l'événement facile à retenir qui en aura marqué le cours. Par exemple, le conte d'hiver de Flying Hawk (en) pour l'année 1866 mentionne la bataille de Fetterman durant la guerre de Red Cloud comme l'année où « Wasicu opawinge wica ktepi » soit l'année où « ils tuèrent cent hommes blancs. » De la même manière, l'année 1876 est l'année où « Marpiya llute sunkipi » soit l'année où « Ils prirent les chevaux de Red Cloud » (ce que fit l'Armée US après la bataille de Little Bighorn). 1877 est l'année où « Tasunka witko ktepi » où “ils tuèrent Crazy Horse” et 1890, l'année où “Si-tanka ktepi” soit l'année où “ils tuèrent Big Foot” (lors du massacre de Wounded Knee.
En 1879, American Horse dessina son conte d'hiver dans un carnet à croquis à la demande de William H. Corbusier, un chirurgien de l'armée. Corbusier l'envoya à la Smithsonian Institution avec explications. American Horse expliquait que le conte d'hiver était conservé dans sa famille depuis des générations, transmis de son grand-père à son père, puis de son père à lui. American Horse était né l'année où « Ils prirent beaucoup de chevaux aux Têtes-Plates », soit 1840-1841. Son décès figure dans le calendrier « Sans oreille » de l'année 1908-1909.

## Dernières années
Le chef American Horse est mort de cause naturelle dans sa maison près de Kyle à Pine Ridge, le 16 décembre 1908.